# 西格弗里德·米勒
西格弗里德·弗里德里希·海因里希·米勒（1920年10月26日-1983年4月17日），暱稱刚果的米勒（德語：Kongo-Müller），是前德国国防军的长官候选人，曾作为雇佣兵跟随迈克·霍尔少校参加刚果危机。

## 生平
西格弗里德·米勒于1920年出生在德国奥得河畔克罗森（今属波兰）。他曾是希特勒青年团和国家劳役团的成员，后来在1939年加入了德意志国防军，并先后前往波兰、法国和俄罗斯前线作战。他自称在战争结束时，自己已经晋升为中尉，但这一点尚未得到证实。可以知道的是，他在战争末期受了重伤，被美军俘虏。
米勒于1947年获释后，便加入了美军平民劳工组织（由德国人组成的美国劳工服务部队），他在这里晋升为中尉。1956年，他被拒绝加入德国联邦国防军，却在BP找到了一份工作——清除德意志非洲军于二战时期在撒哈拉沙漠部下的地雷。
米勒于1962年移民到南非共和国，两年后被征召为雇佣兵中尉，参加刚果危机。这一年他44岁，是迈克·霍尔手下最年长的士兵。米勒在成功夺取阿尔贝维尔（今卡莱米）后晋升为上尉，负责统领由50名士兵组成的第52突击队（第5突击队的下属部队）。后来，他又晋升为少将。一般认为，雇佣兵在刚果的行为很大程度上助长了现代的讨论中，“雇佣兵”一词的负面含义，而这是因为，雇佣兵在刚果不仅大肆屠杀、缺乏透明度和爱国精神，还只想着金钱。许多照片显示，米勒有时会戴着他的铁十字勋章，一种由普鲁士国王腓特烈·威廉三世于1813年创立，并先后由普鲁士王国、德意志帝国和纳粹德国颁发的军事奖章。
1983年4月，米勒逝世于博克斯堡，死因是胃癌。

## 流行文化中的米勒
米勒少校在刚果战斗时身戴二战时获得的一级铁十字勋章，引起了《时代杂志》和《明镜》的记者的注意。后来，他在接受一家东德摄制组的采访时，承认自己在那天喝多了，事后，这家摄制组根据这次采访，制作了纪录片《笑面人——杀人犯的自白》，并于1966年发行。米勒还出演了电影《殘酷世界》和《殘酷世界續集》，以及1965年的东德纪录片《第52突击队》（德語：Kommando 52）。
威尔伯·史密斯（英語：Wilbur Smith）电影作品《太阳之影》中的一名角色——海因莱因，是以米勒为原型塑造的，不过，彼得·卡斯滕在饰演海因莱因时，没有采用米勒的乐天性格。